# Vila Maria Alta
Vila Maria Alta é um bairro classe média e média alta localizado na zona nordeste da cidade de São Paulo, situado no distrito de Vila Maria. É administrado pela Subprefeitura da Vila Maria.